# 오산 센트럴 푸르지오
오산 센트럴 푸르지오(영어: Osan Central PRUGIO)는 대한민국 경기도 오산시 부산동에 위치한 소규모 아파트 단지이다. 2018년에 완공하였다. 10개동, 920세대이다. 